# Список воевод России в 1605 году
Царствование: 1598—1605 — Борис Фёдорович Годунов, 1605 — Фёдор Борисович Годунов, 1605—1606 — Лжедмитрий I
| Года      | Город            | Ф,И,О воеводы                   | Примечания              |
| --------- | ---------------- | ------------------------------- | ----------------------- |
| 1603-1605 | Берёзов          | Татев Фёдор Андреевич           |                         |
| 1603-1605 | Верхотурье       | Плещеев Неудача Остафьевич      |                         |
| 1603-1605 | Двинская область | Лазарев Тимофей Матвеевич       |                         |
| 1603-1605 | Мангазея         | Булгаков Фёдор Юрьевич          | В другом акте: Булдаков |
| 1601-1614 | Нарымский острог | Хлопов Мирон Тимофеевич         |                         |
| 1603-1605 | Пелымский острог | Зюзин Алексей Иванович          |                         |
| 1605      | Рязань           | Андреев Пётр Фёдорович          |                         |
| 1603-1605 | Смоленск         | Черкасский Василий Корданукович | Боярин                  |
| 1605      | Смоленск         | Ромодановский Иван Петрович     |                         |
| 1605-1607 | Сольвычегодск    | Якушкин Шарап Семёнович         |                         |
| 1603-1605 | Сургут           | Головин Фёдор Васильевич        |                         |
| 1603-1605 | Тарский острог   | Сонцев-Засекин Иван Андреевич   |                         |
| 1603-1605 | Тобольск         | Голицын Андрей Васильевич       |                         |
| 1602-1614 | Томск            | Волынский Василий Васильевич    |                         |
| 1600-1605 | Туринский острог | Лихарев Иван                    |                         |
| 1603-1605 | Тюмень           | Замыцкий Андрей Васильевич      |                         |

| Воеводы по полкам  | Воеводы по полкам | Воеводы по полкам |
| Наименование полка | Ф,И,О воеводы     | Примечания        |
| ------------------ | ----------------- | ----------------- |
| Государев полк     |                   |                   |
| Большой полк       |                   |                   |
| Передовой полк     |                   |                   |
| Сторожевой полк    |                   |                   |
| Полк правой руки   |                   |                   |
| Полк левой руки    |                   |                   |

## См.также
- Воевода
- Воеводы русские
- Список глав государств в 1605 году